# Língua soyot
Soyot é uma língua turcomana falada na área de Oka da República da Buriácia, leste da Rússia, e também no vale Darkhad na província de Khövsgöl, na Mongólia. De acordo com o recenseamento russo de 2010, existem cerca de 3.600 pessoas Soyot, no entanto muito poucos deles falam Soyot: a maioria fala a língua buriata e o russo. O Soyot está intimamente relacionado com as línguas tofa e uigur.
Uma maneira de escrever Soyot usando o alfabeto cirílico  foi elaborada pelo professor Valentin I. Rassadin (Валентин Рассадин) em 2001, a pedido do Governo da República da Burácia. Desde então, foram publicados vários dicionários Soyot e outros livros, e a língua já ensinada em algumas escolas da Buriácia.